# Bói cá lùn châu Phi
Bói cá lùn (danh pháp hai phần: Ispidina lecontei) là một loài chim thuộc Họ Bồng chanh. Loài này sinh sống ở Angola, Cameroon, Cộng hòa Trung Phi, Cộng hòa Congo, Cộng hòa Dân chủ Congo, Bờ Biển Ngà, Guinea Xích Đạo, Gabon, Ghana, Guinea, Liberia, Nigeria, Sierra Leone, Sudan, và Uganda. Đây là loài bồng chanh nhỏ nhất, nặng 9-10 gram.